# Tótság

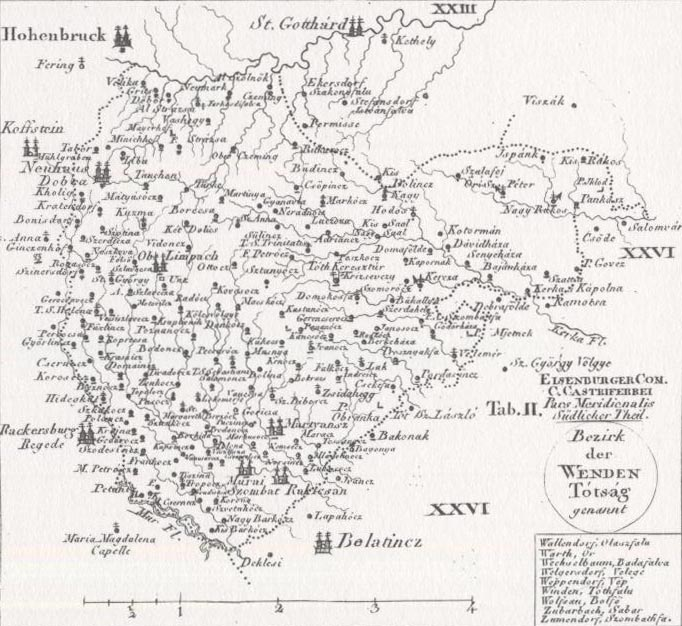
A Tótság Korabinszky János Mátyás 1804-ből való térképén.

A Tótság egyéb magyar elnevezései Tótföld, Tótvidék (vendül Slovenska okroglina, latinul Sclavonia) a mai Vendvidék és Muravidék történeti elnevezése. Utóbbi régió ma Prekmurje néven Szlovénia legkeletibb területét képezi, amely nem a teljes murai tájat takarja és nem is földrajzi név. A nevet a magyarországi szlovének egyik magyar elnevezéséről kapta. A magyarok már a középkor óta a szlávokat tótoknak nevezték, így a szlovénokat is. A tót szavunk egy "ember, nép" jelentésű indoeurópai szóból ered, amely ott van a teuton és deutsch népnévben is.

## Szlovénok a területen
A szlovének – egy délszláv népcsoport – azon kisebbség Magyarországon, amelyik a honfoglalás előtt letelepedett a Kárpát-medence nyugati felén, s ott államot is alakított ki. A terület a magyarok uralma alá került a 10. század elején. A szlovénok kis része elmenekült, de a többi a helyén maradt és beolvadt a magyarságba. A Mura vidékén és a folyó drávai torkolatánál tovább éltek elzártan, így alakult sajátos nyelvük: a vend. De őket és nyelvüket tótnak nevezték a magyarok hosszú évszázadokon át.

## A Tótság kialakulása
A terület eredete a 11. századig nyúlik vissza. Latin nyelvű forrásokból kapunk ismeretet a lakosságról. A „sclavus” elnevezést használják ezek a dokumentumok a Felsőlendva és Muraszombat területén élő szlovénokra, ez érthetően szlávot. Egyértelműen nem sorolták be sokáig ezen etnikumot. A szlovének területileg két vármegyében Vasban és Zalában helyezkedtek el és négy fő település köré csoportosultak. Ezek voltak a már említett Muraszombat és Felsőlendva, a másik Alsólendva (középkori nevén Lindva) és Szentgotthárd. Utóbbi település a ma is Magyarországhoz tartozó Vendvidéken létesült, ahol 1183-ban, Franciaországból behívott ciszter szerzetesek alapítottak kolostort és itt jött létre egy újabb apátság. A Gotthárdtól nyugatra fekvő területek részben mocsaras és lakatlan földek voltak. Ez a terület a szomszédos határvédő Őrség nevű tájegység gyepűelvét képezte. Éppen ezért a Mura vidékéről, sőt a német uralom alá tartozó szlovének részéről és Horvátországból is telepítettek szlovéneket birtokuk megművelésére, kibővítve ezzel a magyarországi szlovén területeket.

A vidék legjelentősebb települése Felsőlendva volt, ahol egy várkastély épült a 14. század folyamán, s ez volt a terület bástyája.
A magyarság nagy háborúi sokszor ide is elértek. A nagyon zavaros korokban, mint a 13. vagy a 16–17. században a tótsági területek, számos ellenséges hadsereg, többek között németek, tatárok és oszmánok felvonulási területe volt.

A 16. század végén vallási változások is bekövetkeztek a területen, mert a szlovénok egy része evangélikus vallást kezdett el követni. Emiatt és a török támadások következtében sok katolikus szlovén menekült Somogy vármegyébe. Később a 18. században már evangélikusok is követték őket a rekatolizációk miatt.
Vas megye egyházilag a Győri egyházmegye részét képezte, s önálló közigazgatási egység az ún. tótsági esperesség volt. Ez tehát egyházi jellegű név, és nem földrajzi, melyből kívül esett Alsólendva vidéke. Az egyik esperesévé a vidéknek Küzmics Miklóst tették, aki a katolikus négy evangéliumot fordította le vendre.

A vend népnév, ami úgyszintén a 18. század végén kezdett terjedni, a német wendisch és windisch szavakból származik. Az osztrák területeken ugyanis így hívták a szlovéneket.

A vend népnév alapján jött létre a vend-vandál rokonság elmélete, emiatt sokan az itteni embereket vandáloknak, nyelvjárásukat vandál vagy vandalus nyelv-nek jelölték meg. A Tótságról teljes képet adó monográfiában a jeles reformkori író, Kossics József beszél, aki szintén a vandálok utódainak véli a vendeket, de külön kihangsúlyozza, hogy nyelvükben se nem vendnek, vagy vandálnak hívják magukat, hanem slovencinek, azaz szlovénnek. A tótsági értelmiség, bár a germán vandálokban látta a lakosság elődeit, a területen nyelvjárásban Slovenska okroglinának hívja, tekintettel a lakosság önelnevezésére.
A 18. század végén már létezett a tótsági járás is, ami még a két Szölnököt (Alsót és Felsőt) is magába foglalta.

## A Tótságból Vendvidék
A szombathelyi egyházmegye megalapításával a zalai szlovének is egyesültek, mivel megyéjük is Szombathely egyházi fennhatósága alá került. Ekkor alakult ki a Vendvidék név, miután terjedni kezdett az új népnév a magyarok körében. Lülik István, egy Muraszombat környéki iskolamester az általa írt ábécés könyvben függelékként szereplő monográfiában a Vendvidék szlovén megfelelőjeként a Slovenska kraina kifejezést használja 1833-ban. Azonkívül bizonyítást nyer az a tény is, hogy a Tótság lakossága nem lehet germán eredetű. Bár Csaplovics János szerint a vendek sem a szlovénokkal, sem a horvátokkal nincsenek rokonságban, ez azonban nem igaz. A kutatások már ekkor kimutatták, hogy ez a lakosság szintén szlovén, és nemcsak abból kifolyólag, hogy magát így is hívja. A nyelvük elzártság miatt tájiasodott, megőrizte archaikus vonásait, s nyilván önállósult, de még ma sem nyilvánítja senki önálló nyelvnek. Viszont a magyarosító politika eszközként használta fel a vend nem szlovén elméletet, amely kialakította az ún. „vend tudat”-ot. Ez a nyilvánvaló nemzettudat csinálás nem szolgálta a lakosság fennmaradását, hanem sokkal inkább magyar politikai érdekeket. Később ezzel a történetietlen és tudománytalan elmélettel is Trianon revízióját akarták megalapozni.
A Vendvidék elnevezést a 19. század második felében részben politikai okokból vették be[forrás?] a hivatalos nyilvántartásokba is. A Tótság elnevezés így végleg kiszorult.